# Geltrude Comensoli
Geltrude Comensoli, al secolo Caterina (Bienno, 18 gennaio 1847 – Bergamo, 18 febbraio 1903), è stata una religiosa italiana, proclamata santa nel 2009 da papa Benedetto XVI.

## Biografia
Caterina Comensoli nacque a Bienno, in Val Camonica, allora sotto il Regno Lombardo-Veneto.
Crebbe in una famiglia con dieci fratelli e sorelle, della quale sopravvissero solo tre femmine: Bartolomea, Cristina e, appunto, Caterina.
Il padre Carlo era "fucinaro" presso l'industrie ferrose locali, la madre Anna Maria Milesi era sarta.
Ricevette la prima Comunione precocemente a soli sei anni e nel 1867 entrò nella Compagnia di Sant'Angela Merici.
Il 15 dicembre 1882 decise di fondare, con Francesco Spinelli, l'istituto delle Suore Adoratrici del Santissimo Sacramento (da cui ebbe origine anche quello delle Suore Sacramentine) e di prendere il nome di suor Geltrude.
Il 1º novembre 1894 aprì una casa di suore a Castelnuovo Bocca d'Adda e negli stessi anni a Lavagna, in provincia di Lodi.
Morì il 18 febbraio 1903 a Bergamo.

## Il culto
Papa Giovanni Paolo II la beatificò il 1º ottobre 1989. Il 26 aprile 2009 fu canonizzata da papa Benedetto XVI durante una solenne celebrazione in Piazza San Pietro. La memoria liturgica ricorre il 18 febbraio.

### Il miracolo per la canonizzazione
Per la canonizzazione della beata Geltrude Comensoli, la Chiesa cattolica ha ritenuto miracolosa la guarigione di Vasco Ricchini, un bambino guarito nel 2001 da una grave forma di meningite.
Vasco, abitante ad Agnosine, in provincia di Brescia, all'età di quattro anni, la sera del 29 settembre 2001, cominciò a manifestare una sindrome meningea.
Privo di coscienza, venne ricoverato durante la notte al pronto soccorso nel reparto di rianimazione, dove fu intubato e sottoposto a ventilazione meccanica. Il 2 ottobre si manifestò anche una sindrome da insufficienza multiorgano con polisierosite, che rese la prognosi estremamente riservata, con imminente pericolo di vita, anche a causa della compromissione del tronco encefalico.
Per iniziativa delle Suore Sacramentine, che dirigevano la scuola per l'infanzia frequentata da Vasco, la comunità di Agnosine si mobilitò: iniziarono preghiere individuali e collettive, con l'avvio il 3 ottobre di una novena alla beata Geltrude, una cui immagine con le reliquie, insieme a un'immagine di Padre Pio, fu messa sotto la testa del bambino.
Nella notte fra il 3 e il 4 ottobre si verificò un miglioramento e Vasco aprì gli occhi, il 5 ottobre fu estubato, l'11 uscì dalla terapia intensiva e il 17 ottobre 2001 fu dimesso senza postumi.
Il caso, dopo il processo diocesano, fu sottoposto alla Congregazione delle Cause dei Santi che promulgò il decreto sul miracolo, dichiarando l'inspiegabilità della guarigione, rapida, completa e duratura.